# Мазурки (Шопен)
Мазурки Шопена — произведения для фортепиано, называемые мазурками, написанные Фридериком Шопеном в период с 1825 по 1849 год.
Всего было опубликовано 58 мазурок, в том числе 45 при жизни Шопена, из которых 41 пронумерованы как опусы. Остальные четыре произведения — это две ранние мазурки 1826 года и знаменитые мазурки «Notre Temps» и «Émile Gaillard», которые были опубликованы по отдельности в 1841 году.
13 мазурок было опубликовано посмертно, 8 из них имеют посмертные номера опусов (в частности, Opp. 67 и 68).
Рукописи ещё 11 мазурок находятся либо в частных руках (2), либо не обнаружены (не менее 9).
Нумерация опубликованных мазурок заканчивается на 51 номере. Остальные 7 обозначаются по тональности или по номеру в каталоге.
Считается, что сочинение Шопеном этих мазурок было связано с идеями польского национал-освободительного движения (Польское восстание 1830 года).

## Происхождение
Шопен создал свои мазурки на основе традиционного польского народного танца — мазурки (пол. mazur). Однако, хотя Шопен и использовал традиционную мазурку в качестве модели, он сумел превратить свои мазурки в совершенно новый жанр, который стал известен как «жанр Шопена».

## Композиции
Шопен начал сочинять мазурки в 1825 году и продолжал сочинять их до своей смерти в 1849 году. Писал неравномерно, количество мазурок, сочиненных в каждом году, варьировалось, но он постоянно писал их на протяжении всего этого периода времени.

## Музыкальный стиль
Мазурки Шопена связаны с уже сложившейся традиционной польской мазуркой. И традиционная мазурка, и версии Шопена содержат много повторений. Это может быть повторение одного такта или небольшой группы тактов, повторение темы или целого раздела. Такое повторение имеет смысл в традиционном танце для повторения определённой части реального танца; хотя Шопен и не сочинял свои мазурки для того, чтобы под них можно было танцевать. Многие ритмические рисунки традиционной мазурки также появляются в композициях Шопена, поэтому они по-прежнему передают идею танца, но более «самостоятельного, стилизованного танцевального произведения». Шопен сочинял свои мазурки более интересными в техническом плане, развивая их хроматизм и гармонию, а также используя такие классические приёмы, как контрапункт и фуги. Шопен использовал в своих мазурках даже больше классических приёмов, чем в других своих произведениях. Одним из таких классических приемов является четырёхголосная гармония в манере хорала.

## Дискуссия
На протяжении многих лет велись многочисленные научные споры о том, был ли Шопен действительно напрямую связан с польской народной музыкой или же он слышал польскую национальную музыку в городских районах и был вдохновлен ею при сочинении своих мазурок.
В 1852 году, через три года после смерти Шопена, Ференц Лист опубликовал статью о мазурках Шопена, в которой обозначил влияние польской национальной музыки. Лист также предоставил описания отдельных танцевальных сцен, которые не были полностью точными, но были «способом повысить статус этих произведений [мазурок]».
В работе Листа ученые интерпретировали слово «национальный» как «народный», создав тем самым «самый давний миф в критике творчества Шопена — миф о том, что мазурки Шопена являются национальными произведениями, уходящими корнями в подлинную польско-народную музыкальную традицию». На самом деле, наиболее вероятным является влияние национальной музыки, которую Шопен слышал в молодости в городах Польши, таких как Варшава.
После того как учёные создали этот миф, они развили его в своих трудах разными способами:
- выбором конкретных мазурок для поддержания своей точки зрения (о прямой связи Шопена с народной музыкой)
- обобщениями, чтобы их утверждения об этой связи имели смысл.

Однако в 1921 году Бела Барток опубликовал эссе, сделав вывод, что Шопен «не знал подлинной польской народной музыки». К моменту своей смерти в 1945 году Барток был очень известным и уважаемым композитором, а также выдающимся экспертом по народной музыке, поэтому его мнение и его сочинения имели большой вес. Барток предположил, что на Шопена оказала влияние национальная, а не народная музыка.

## Аранжировки
Полина Виардо, близкая подруга Шопена и его возлюбленной Жорж Санд, сделала ряд аранжировок его мазурок в виде песен. Шопен не только дал согласие на аранжировки, но и давал Виардо профессиональные советы по этим аранжировкам, а также по её игре на фортепиано и другим вокальным композициям. В свою очередь, Шопен почерпнул у Виардо знания об испанской музыке.
Огюст Франкомм, друг Шопена, сотрудничавший с ним при создании Большого концертного дуэта и которому Шопен посвятил Сонату для виолончели, также сделал несколько аранжировок для фортепиано и виолончели.
Фриц Крейслер сделал аранжировку для скрипки и фортепиано «Мазурки № 45 ля минор, опус 67».

## Список мазурок
| Номер  | Тональность                          | Год сочинения      | Год опубликования | Opus №             | Brown  | Kobylańska   | Chominski    | Посвящение                              | Примечания                                                                     |
| ------ | ------------------------------------ | ------------------ | ----------------- | ------------------ | ------ | ------------ | ------------ | --------------------------------------- | ------------------------------------------------------------------------------ |
| –      | G-dur, Bes                           | 1826               | 1826              | –                  | B. 16  | KK IIa/2-3   | S 1/2        |                                         | Переработано(оригинальніые версии были опубликованы в 1875 г.)                 |
| 1–4    | Fis-moll, Cis-moll, E-dur, Ees-moll  | 1830               | 1832              | Op. 6              | B. 60  |              | C. 51–54     | Графине Полине Плятер                   |                                                                                |
| 5–9    | B-dur, a-moll, f-moll, As-dur, C-dur | 1830–31            | 1832              | Op. 7              | B. 61  |              | C. 55–59     | Мистеру Джонсу из Нового Орлеана        | №2 и 4 - переработаны; оригинальная версия № 4 была опубликована в 1902 году   |
| 10–13  | B-dur, e-moll, As-dur, a-moll        | 1832–33            | 1834              | Op. 17             | B. 77  |              | C. 60–63     | Мисс Лине Фреппа                        |                                                                                |
| 14–17  | G-moll, C-dur, As-dur, b-moll        | 1834–35            | 1836              | Op. 24             | B. 89  |              | C. 64–67     | Графу Пертуа                            |                                                                                |
| 18–21  | c-moll, h-moll, Des-dur, cis-moll    | 1836–37            | 1837              | Op. 30             | B. 105 |              | C. 65–71     | Княгине Мария Чарторыская де Вюртемберг | № 4 из четырёх мазурок                                                         |
| 22–25  | gis-moll, D-dur, C-dur, h-moll       | 1837–38            | 1838              | Op. 33             | B. 115 |              | C. 72–75     | Герцогине Розе Мостовской               | No. 3 из четырёх мазурок                                                       |
| 26     | cis-moll                             | 1838 (28 ноября)   | 1840              | Op. 41/1           | B. 122 |              | C. 77        |                                         |                                                                                |
| 27–29  | e-moll, H-dur, As-dur                | 1839 (июль)        | 1840              | Op. 41/2–4         | B. 126 |              | C. 76, 78–79 | Этьену Витвицькому                      |                                                                                |
| 50     | A-moll                               | 1840 (лето)        | 1841              | –                  | B. 134 | KK IIb/4     | S 2/4        |                                         | Notre temps; из цикли "Шесть салонных пьес"                                    |
| 51     | a-moll                               | 1840               | 1841              | –                  | B. 140 | KK IIb/5     | S 2/5        | Émile Gaillard                          | В "Альбом польських пианистов"                                                 |
| 30–32  | G-dur, As-dur, cis-moll              | 1841–42            | 1842              | Op. 50             | B. 145 |              | C. 80–82     | Леону Шмитковскому                      |                                                                                |
| 33–35  | B, C, Cm                             | 1843               | 1844              | Op. 56             | B. 153 |              | C. 83–85     | Катерине Маберли                        |                                                                                |
| 36–38  | A-moll, As-dur, fis-moll             | 1845 (лето)        | 1846              | Op. 59             | B. 157 |              | C. 86–88     |                                         |                                                                                |
| 39–41  | H-dur, f-moll, cis-moll              | 1846 (осень)       | 1847              | Op. 63             | B. 162 |              | C. 89–91     | Герцогине Лауре Чосновской              |                                                                                |
| 42, 44 | G, C                                 | 1835               | 1855              | Op. posth. 67/1, 3 | B. 93  |              | C. 92, 94    | Анне Млокошевич                         |                                                                                |
| 45     | Am                                   | 1846               | 1855              | Op. posth. 67/4    | B. 163 |              | C. 95        |                                         |                                                                                |
| 43     | Gm                                   | 1849 (лето)        | 1855              | Op. posth. 67/2    | B. 167 |              | C. 93        |                                         |                                                                                |
| 47     | a-moll                               | 1827               | 1855              | Op. posth. 68/2    | B. 18  |              | C. 97        |                                         |                                                                                |
| 48     | F                                    | 1829               | 1855              | Op. posth. 68/3    | B. 34  |              | C. 98        |                                         | Цитата народной песни "Oj, Magdalino"                                          |
| 46     | C-dur                                | 1829               | 1855              | Op. posth. 68/1    | B. 38  |              | C. 96        |                                         |                                                                                |
| 49     | f-moll                               | 1849 (лето)        | 1855              | Op. posth. 68/4    | B. 168 |              | C. 99        |                                         | "Последее произведение Шопена"; впервые опубликовано незаконченным в 1855 году |
| –      | C-dur                                | 1833               | 1870              | –                  | B. 82  | KK IVb/3     | P 2/3        |                                         |                                                                                |
| –      | D-dur                                | 1829               | 1875              | –                  | B. 31  | KK IVa/7     | P 1/7        |                                         | Значительная переработка 1832 г. (См. B. 71, KK IVb / 2; rev. Vers. Pub. 1880) |
| –      | D-dur                                | 1832               | 1880              | –                  | B. 71  | KK IVb/2     | P 1/7        |                                         | Переработанная версия B.31, KK IVa/7                                           |
| –      | B-dur                                | 1832 (24 июня)     | 1909              | –                  | B. 73  | KK IVb/1     | P 2/1        | Александрине Воловской                  |                                                                                |
| –      | D-dur                                | 1820 (?)           | 1910 (20 февраля) | –                  | B. 4   | KK Anh. Ia/1 | A 1/1        |                                         | "Mazurek"; сомнительно                                                         |
| –      | As-dur                               | 1834 (июль)        | 1930              | –                  | B. 85  | KK IVb/4     |              |                                         |                                                                                |
| –      | ?                                    | "раннее"           | –                 | –                  | –      | KK Vf        |              |                                         | "Несколько мазурок"; утрачено                                                  |
| –      | D-dur                                | 1826 (?)           | –                 | –                  | –      | KK Ve/5      |              |                                         | упоминается в литературе; MS unknown                                           |
| –      | G-dur                                | 1829 (22 августа)  | ?                 | –                  | –      | –            |              |                                         | Setting of a poem by Ignac Maciejowski                                         |
| –      | ?                                    | 1832               | –                 | –                  |        | KK Vc/2      |              |                                         | Упоминается в письме 10 сентября 1832 г.                                       |
| –      | ?                                    | 1832 (14 сентября) | –                 | –                  |        | KK Ve/7      |              |                                         | Выставлена на аукцион, Париж, 1906                                             |
| –      | B-dur                                | 1835               | –                 | –                  |        | KK Ve/4      |              |                                         | Продано в Париже, 20 июня 1977                                                 |
| –      | ?                                    | 1846 (декабрь)     | –                 | –                  | –      | KK Vc/4      |              |                                         | упоминается в письме                                                           |
| –      | A-dur, d-moll                        | ?                  | –                 | –                  | –      | KK VIIb/7-8  |              |                                         | Allegretto and Mazurka; MS sold Paris 21 November 1974                         |
| –      | b-moll                               | ?                  | –                 | –                  | –      | KK Anh. Ib   |              |                                         | под сомнением                                                                  |
| –      | ?                                    | ?                  | –                 | –                  | –      | KK Ve/8      |              |                                         | упоминается в письме1878                                                       |
| –      | ?                                    | ?                  | –                 | –                  | –      | KK Ve/6      |              | Mme Nicolai                             | упоминается в письме1884                                                       |